# محمد سالم العجوز
محمد سالم العجوز أو محمد سالم الكبير (1804 - 1924) هو مغني وملحن مصري.

## حياته ونشاته
وُلد محمد بن الشيخ سالم المصرى سنة 1804 بوسط القاهرة، تعلم القرآن الكريم منذ صغره، فحفظه ثم أصبح منشدًا دينا، وكان ذلك بجانب مهنة التجارة ومقاولات البناء. كان يُجيد العزف على آلتي العود والرق، ثم عمل قبل احترافه الغناء مسؤولًا عن الفرق الموسيقية، يحمل أغراض الموسيقيين الشخصية، ويرتب مكان جلوسهم، ويهيئ مكان الحفل لاستقبال المدعوين. وذات ليلة بمحض الصدفة تعرف عليه عبده الحامولي قبل موعد الحفل بدقائق، فوجد سالم يسلى نفسه بالغناء، فأرهف أذنيه مذهولًا، وأستطاع الحمولي أن يجذبه الي فرقته، حتى إنه كان يرسله في بعض الأحيان عوضًا عنه إلى الحفلات لكى يأخذ نصيبًا من الشهرة التي يستحقها، وتولى زعامة التخت زمنًا. كان قائدًا لفرقة موسيقية لفترة طويلة، واحترف الغناء، وغنى كثيرًا من ألحان محمد عبد الرحيم المسلوب، ولحّن القصائد، وغنى في أفراح الأنجال، وكان منافسًا لعبده الحامولي، الذي اشتهر بتفوقه في النغمات التركية، بينما سالم تفوق في تلحين القصائد، وصار من كبار مطربي عصره في أواخر القرن التاسع عشر والعقد الأول من القرن العشرين.

## مسيرته
اشتغل سالم بالتجارة، فكان يبنى البيوت ويبيعها، وقد جمع ثروة طائلة، بدّدها في الإسراف وكثرة زيجتها، وكان صوته مكونًا من ثلاثة دواوين كاملة، ولم يستطع أحد من معاصريه مجاراته، وقد أثن عليه عبده الحامولي، فقال: أحسن الأصوات في مصر صوتان: (سالم) في الرجال، و(الست ألمظ) في النساء، وكان يغنى بصوته الرخيم الأدوار بدون مساعد، فكان منشدًا جاوز حد الإبداع، أخذ أكثر ألحانه عن الشيخ محمد المسلوب، وكاد يبزه لولا ما نقله الحامولى من الألحان التركية التي لعبت دورها في نبوغه، ولكنه فاق الحامولى في تلحين القصائد، وقد غنى في أفراح الأمراء. كان يُجيد العزف على العود، عليمًا بقوافى الأوزان، ويضرب على الرق، وكان يطلق على الموسيقى في أواخر عهده عصر الموسيقى الذهبى. كانت له شهرة عظيمة، وبقدر ما كسب من مال، فقد صرفه بلا حساب، ولم يفكر في مصير شيخوخته، حتى اضطر في آخر أيامه إلى أن يطوف بالمقاهي مستجديًا، وساءت حالته، لدرجة أن رتب له بنك مصر راتبًا يستعين به على تأمين إعاشته، وقد أشفق به أحد عارفيه من الكبراء، فأقام له حفلة ليساعده بدخلها، وقد غنى سالم العجوز بنفسه في هذه الحفلة، كما غنت فيها المطربة أم كلثوم، وكانت تأخذ مكانتها في عالم الطرب.

## أعماله
ويُعد سالم من أوائل المغنون المصريون الذين سجلوا أصواتهم على أسطوانات، وذلك في حملة التسجيل الأولى لصالح شركة «جراما فون» الإنجليزية عام 1903، ومن بواكير تسجيلاته الرائعة دور (أنا السبب في اللي جرى) على أسطوانات شركة أوديون الألمانية، «وجه واحد».. قياس 35 سم، وهو من أندر قياسات الأسطوانات (كلمات على الليثي ولحن عبده الحامولي) «مقام بياتي»، ودور (سلمت روحك يا فؤادي) لصالح شركة جراما فون 1906، كلمات الشيخ أحمد عاشور ولحن الموسيقار ديفيد حاييم ليفى، المعروف بـ«داوود حسنى» «مقام بياتي شورى» (قار يغار). يصفه كامل الخلعى فيقول عنه إنه نال احترام السميعة ليس فقط لجمال صوته وإتقانه الغناء وتصرفه المبهر في المقامات.. بل لدماثة خلقه.. ورحابة صدره. سجل أدوارًا لم يسجلها أحد غيره على أسطوانات مثل دور (يا ابو العيون النعسانة) المسجل لشركة أوديون الألمانية 1904 ودور تجربة لم يُنشر على أسطوانات شركة جراما فون «وجه واحد» (الله عالدمنهورى)، وهو من كلمات الشيخ خليل محرم، وموال (أهل الجمال) لصالح شركة «بيضافون 1912»، الذي يتميز أداؤه بالبساطة والثبات على المقام واللعب على إيقاع الجملة الوزني.. جمع من عمله ثروة كبيرة، بدّدها بكثرة زيجاته، إلى أن ساءت حالته، فقام «بنك مصر» بتخصيص راتب له يُعينه على الحياة. عاش من العمر عِتِيًّا، حتى تجاوز المائة، لذلك لُقب بـ«العجوز»، وكان آخر تسجيلاته على أسطوانات شركة «بوليفون» الألمانية عام 1924.

## أغانيه
- "أنا السبب في اللى جرى" (سجلت الأسطوانة في سنة 1904)
- "أهل الجمال"
- "يا أبو العيون النعسانة"
- يا من أسرنى بالجمال
- حسن الحبيب فايق
- قدك أمير الأغصان
- يا حليوه يا حبيبي
- شربت الصّبر من بعد التّصافي
- دانى يا ويلا دانى (أسطوانة اوديون 1905)
- أهلا وسهلا بمحبوبى ونور عينى (أسطوانة زونوفون 1906)
- أهل الجمال (أسطوانة بيضافون 1912)
- يا حليوه يا مسلينى يابدر حبك كاوينى (أسطوانة جراموفون 1920)